# Freibad Letzigraben

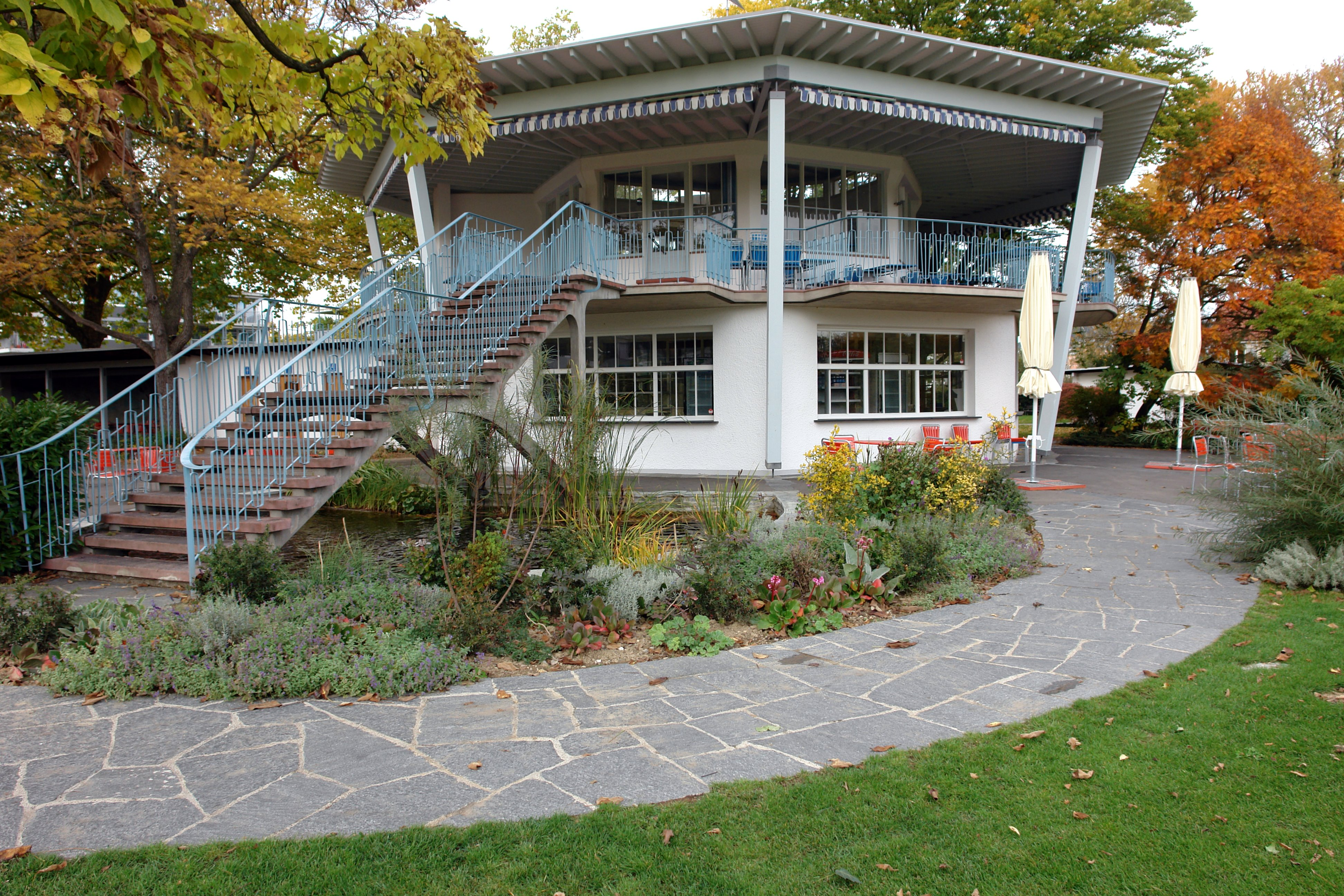
Der Restaurantpavillon am höchsten Punkt des Geländes

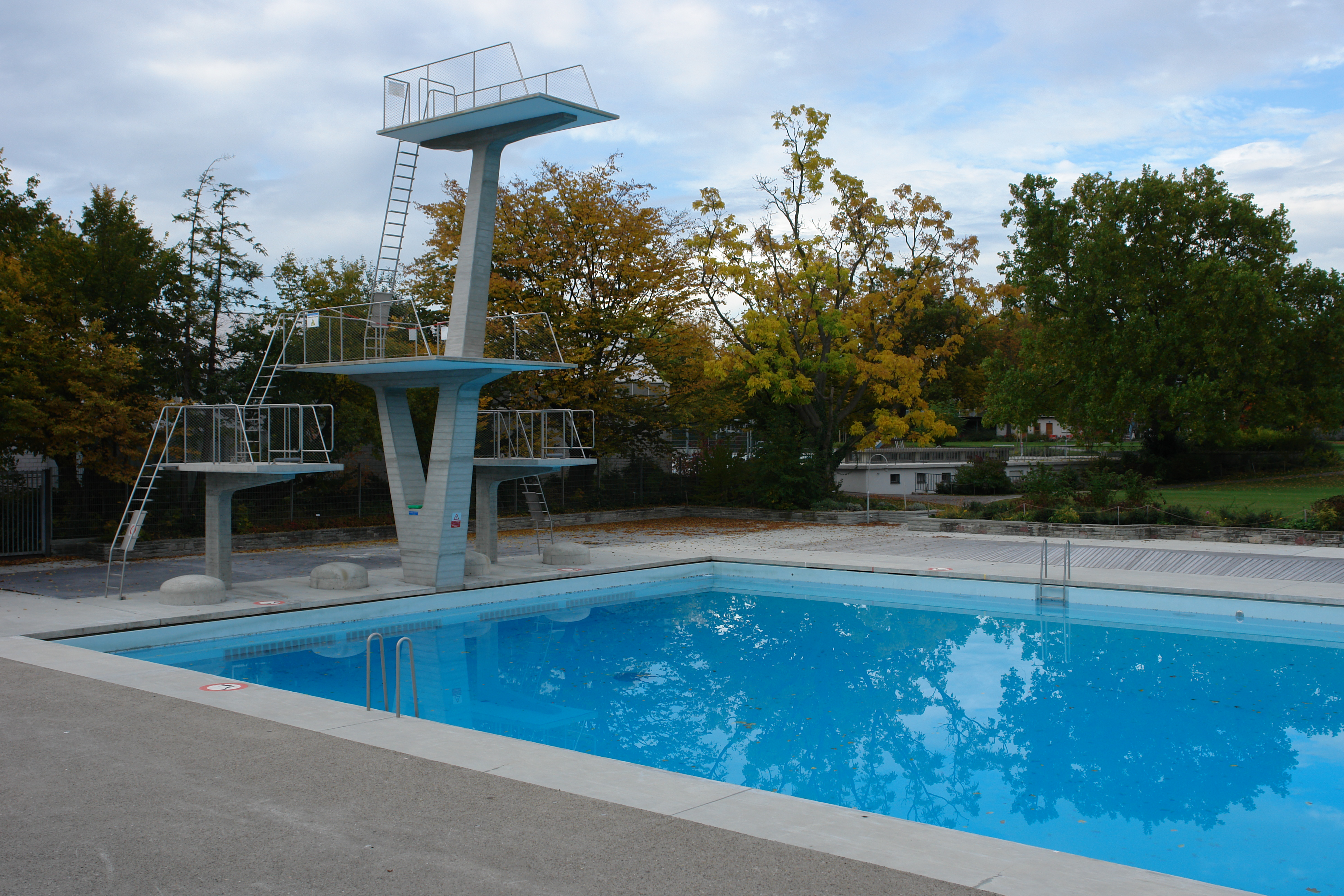
Der 10-Meter-Sprungturm am Wellenbecken

Das Freibad Letzigraben ist ein Sommerbad der Stadt Zürich und wird auch Max-Frisch-Bad genannt. Das Freibad befindet sich im Zürcher Stadtteil Altstetten-Albisrieden (Kreis 9). Es wurde 1947 bis 1949 vom Schweizer Schriftsteller und Architekten Max Frisch im Landi-Stil gebaut und mit einer Gartenanlage des Gartenarchitekten Gustav Ammann ausgestattet. Beim Bad handelt es sich um den einzigen grösseren Bau, den Frisch realisierte, nachdem er 1943 beim Architekturwettbewerb der Stadt Zürich den ersten Preis gewonnen hatte. Die Anlage steht heute unter Denkmalschutz und wurde in den Jahren 2006 bis 2007 gesamtsaniert. Das Bad Letzigraben gilt mit seinen gestalterischen Qualitäten aus architekturgeschichtlicher Sicht als Referenzentwurf. Die Ausschreibung des Wettbewerbs zum Bau des Letzigrabens folgte nach dem international gewürdigten Referenzbau des Bads Allenmoos von Max Ernst Haefeli und Werner Max Moser, das im Jahr 1938 eröffnet wurde.

## Lage und archäologische Vorgeschichte

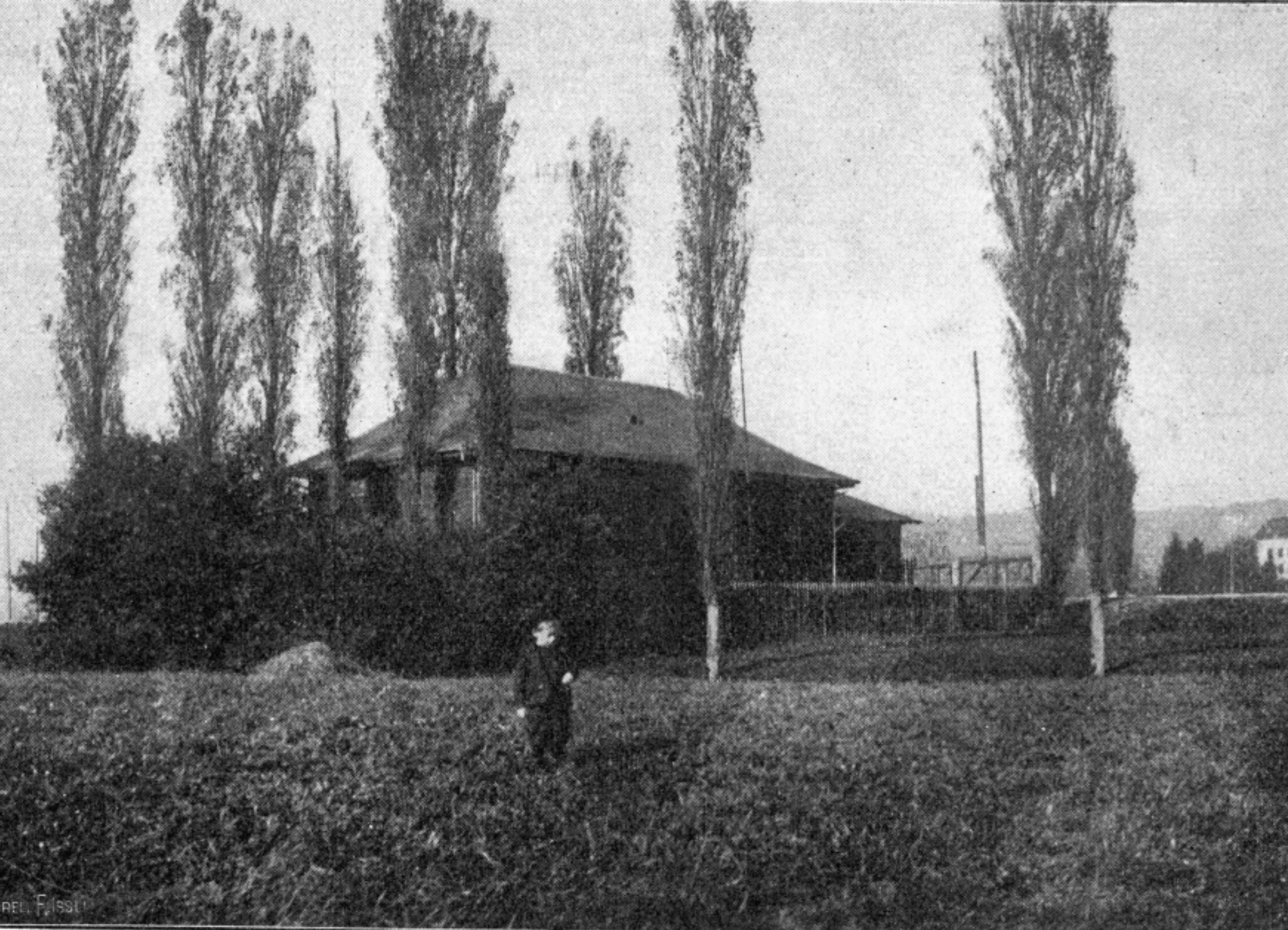
Das 1837 erbaute Pulvermagazin am Letzigraben (1908)

Das Bad befindet sich auf der ehemaligen Flur »Gmeimeri« der bis 1934 eigenständigen Gemeinde Albisrieden. Das Gelände beinhaltet ein sanfte Erhebung.  Wegen der Lage nahe der alten Strasse von Zürich Richtung Westen (Verlauf entspricht in etwa der heutigen Badenerstrasse) wurde die Erhebung zum Standort des Galgens von Zürich ausgewählt, neben dem Galgen befand sich auch der Wasenwinkel. Da bekannt war, dass die Mitarbeiter des Wasenmeisters im Mittelalter römische Ziegel verkauften, auf die sie beim Anlegen der Gruben stiessen, war das Vorhandensein eines römischen Bauwerks naheliegend. Bei einer der ersten Feldforschungen der Antiquarischen Gesellschaft von Zürich stiess man 1838 auf gut erhaltene Reste eines römischen Gebäudes.
Den Galgen brach man 1838 ab und erstellte auf dem Gelände ein Pulverhaus. Dieses wurde 1947 für den Bau des Bades abgebrochen.
Während des Baus des Bades 1947–49 fanden keine archäologischen Untersuchungen und Grabungen statt. Diese wurden erst im Zusammenhang der Renovation zwischen Januar und April 2006 durchgeführt. Dabei konnte der genaue Standort des Galgens anhand schwacher Reste verortet werden. Der Galgen stand auf drei gemauerten Säulen, die eng von einem Mauerring umschlossen waren, auf dem höchsten Punkt des Hügels.
Bei dieser Grabungskampagne stiess man auch auf bronzezeitliche Funde. Die in einer flachen Mulde gefundenen Keramikscherben können aber nicht mit andern Funden verknüpft werden. Ob es sich um Ausschussware eines naheliegenden bronzezeitlichen Brennofens oder Abfälle einer noch unbekannten bronzezeitlichen Siedlung handelt, ist unklar.

## Baugeschichte
Durch die Eingemeindungen von Albisrieden und Altstetten 1934 bestand in den neuen Stadtgebieten Nachholbedarf. Albisrieden lag weit weg von den bestehenden Fluss- und Seebädern, auch in Altstetten gab es noch kein öffentliches Freibad. Schon 1931 wurde zwischen den beiden Gemeinden über den Bau eines gemeinsamen Schwimm- und Luftbades diskutiert. Auch der Zeitgeist verlangte den Wechsel von den Kastenbädern hin zu grösseren Bädern, wie er in dieser Form mit dem Strandbad am Mythenquai im Jahr 1922 in Zürich zum ersten Mal umgesetzt worden war. Mit dem Allenmoosbad wurde 1939 auch das erste nicht an einem natürlichen Gewässer liegende Quartierbad eröffnet.
Der Stadtrat von Zürich schrieb im Oktober 1942 einen Wettbewerb »zur Gewinnung von Vorschlägen über die Gestaltung der auf dem städtischen Land am Letzigraben, zwischen Albisrieder- und Edelweisstrasse<sig!> vorgesehene Freibadeanlage« aus. Bis zum Eingabeschluss am 31. Mai 1943 wurden 65 Projekte eingereicht. Am 13. August wurden die Ergebnisse bekanntgegeben. Es gewann dabei das Projekt Nummer 8, das einstimmig auf den 1. Platz gesetzt wurde. Es war das von Max Frisch eingereichte Projekt.
Im September 1943 kam es zu einer Intervention durch die »Fachkommission Schwimmen« des Stadtzürcher Verbands für Leibesübungen an den Stadtrat. In dem fünfseitigen Bericht wurde bemängelt, dass keines der städtischen Freibäder über einen 10-Meter-Turm verfüge und auch keine Becken für den Schwimmsport vorhanden seien. Dies hatte zur Folge, dass Max Frisch noch im selben Monat vom Stadtrat beauftragt wurde, das projektierte Schülerbecken zu einem Sportbad zu erweitern. Erst durch diese Auflage kam das Bad zu seinem markanten 10-Meter-Turm, der im Wettbewerbsprojekt noch nicht vorgesehen war.
Die Gartenarbeiten wurden, wie schon beim Allenmoosbad, vom Gartenarchitekten Gustav Ammann geplant und durch ihn und seinen Sohn auch ausgeführt.
Am 5. Mai 1946 stimmten die Stimmberechtigten der Stadt Zürich dem Kredit von 3,84 Millionen Schweizer Franken für das Freibad mit einem Verhältnis von 5 zu 1 deutlich zu. Mit dem Bau des Bades wurde im August 1947 begonnen. Es wurde im Juni 1949 fertiggestellt und eröffnet.

## Gestaltung

Das Freibad Letzigraben im Eröffnungsjahr 1949

Das Areal des Bades umfasst fast 3,5 Hektar, dies allerdings in einem eher ungünstigen Grundriss. Dieses Problem wurde von Max Frisch so gelöst, dass er den Eingangsbereich in den schmalen nordöstlichen Geländezwickel legte, wo er auch die Hauptgarderoben unterbrachte. Im Gegensatz zum Entwurf befinden sich die Männer- und Frauengarderoben jeweils an den gegenüberliegenden Grundstückrändern und werden durch einen Gartenhof getrennt, welcher zu der Badeanlage hin offen ist. Weitere Garderoben befinden sich entlang der Grundstücksgrenze, so auch entlang der Letzigrabenstrasse. Sie bilden dort auch einen optischen Abschluss zu Strasse hin. Auch das damalige Schulbecken befindet sich in einem Zwickel und wurde mit einem Nebeneingang für Gruppen erschlossen. Somit war es den Schulklassen möglich, unmittelbar zu ihren Garderoben und dem Schulbecken zu gelangen, ohne das Bad durchqueren zu müssen.
Die grosse Liegewiese befindet sich in der Mitte zwischen den drei Hauptbecken, zwischen den kleinen Garderobengebäuden entlang der Grundstückränder befinden sich kleine Liegebuchten.
Das Restaurant befindet sich am höchsten Punkt des Bades. Anstelle des Rundbaus auf dem Wettbewerbsentwurf wurde es als achteckiger Bau ausgeführt. Sechs Kanten öffnen sich zum Bad, während die Anlieferung und die angebauten flachen Nebengebäude nur einen kleinen Winkel des Grundstücks beanspruchen.
Bis heute nicht klar ist, inwieweit auch die erste Frau von Frisch, Trudy Frisch-von Meyenburg (1916 bis 2009), an der Ausführung des Schwimmbad-Projekts beteiligt war. Es deutet vieles darauf hin, zumal die junge Architektin (im Gegensatz zu ihrem Mann) nicht unerfahren war und sich bei einem Wettbewerb zuvor gemeinsam mit ihm beworben hatte. Im Bad wird von einer Fachperson eine weibliche Handschrift vermutet, deren Ausformung sich aber weitgehend verbirgt.

Historische Luftbilder
1949
1949
1951/52
1953

## Heutige Ausstattung
Das 1999 von Pierre Geering eingerichtete provisorische „Museum“ mit einer Dauerausstellung zu Leben und Werk Max Frischs und zum Freibad Letzigraben in einer ungenutzten Garderobe – für das auch ein Trägerverein gegründet wurde –, wurde bei der Renovation fester Bestandteil des Bades. Der Ausstellungsraum ist auch im Winter zugänglich.
Das Freibad verfügt seit der Renovation 2008 über ein Schwimmerbecken (50 × 25 m), ein Wellenbecken (50 × 18 m), ein Nichtschwimmerbecken mit Strömungskanal (48 × 35 m) und ein Kinderplanschbecken mit Sonnenschirmen und kleiner Rutschbahn. Es gibt Sprungtürme von 1, 3, 5 und 10 Meter Höhe sowie Grillstellen, Spielplatz und Spielwiese, kleine Fussballtore, Tischtennistisch, Gartenmühle und Gartenschach und einen Bücherschrank der Pestalozzi-Bibliothek Zürich.

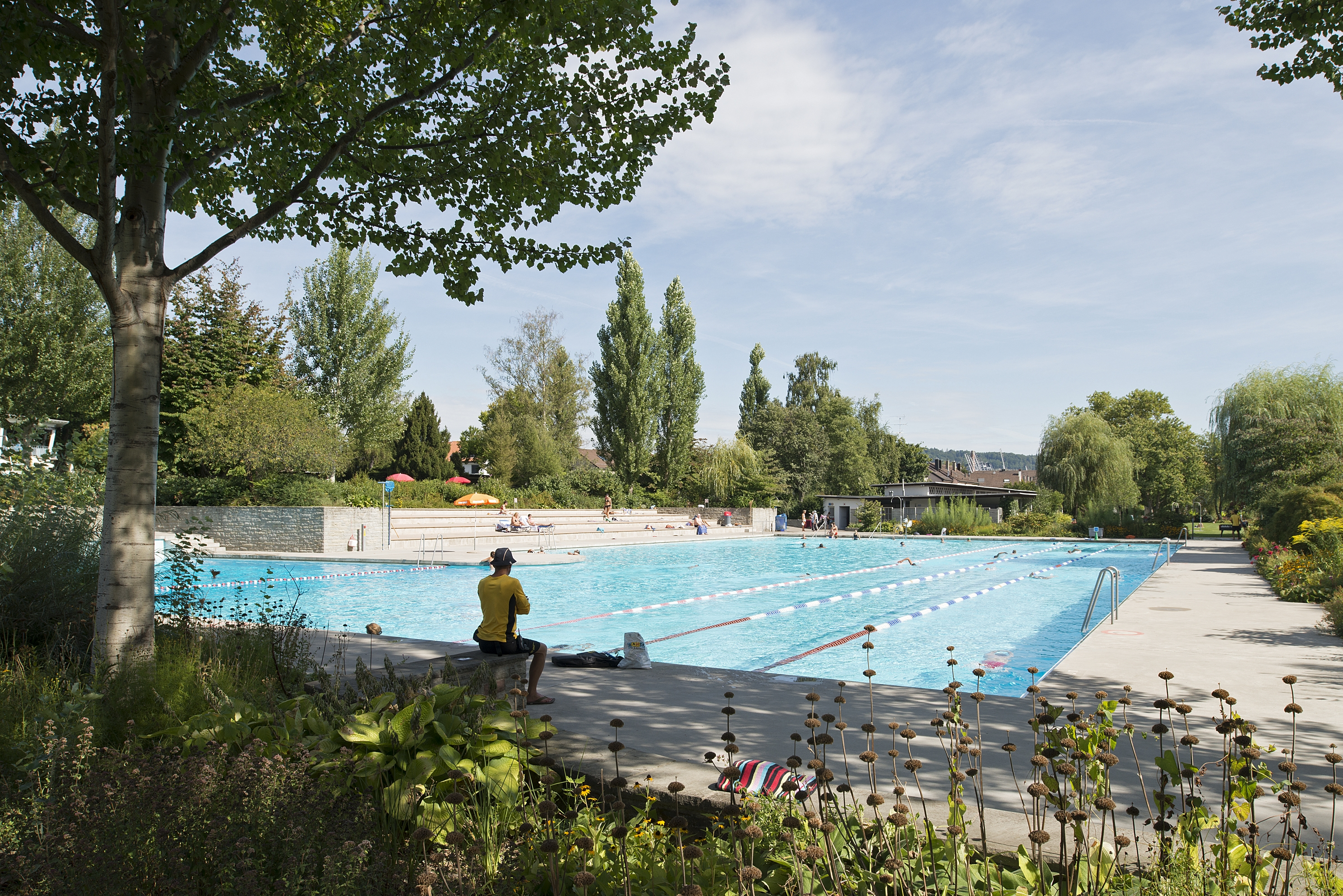
Schwimmerbecken
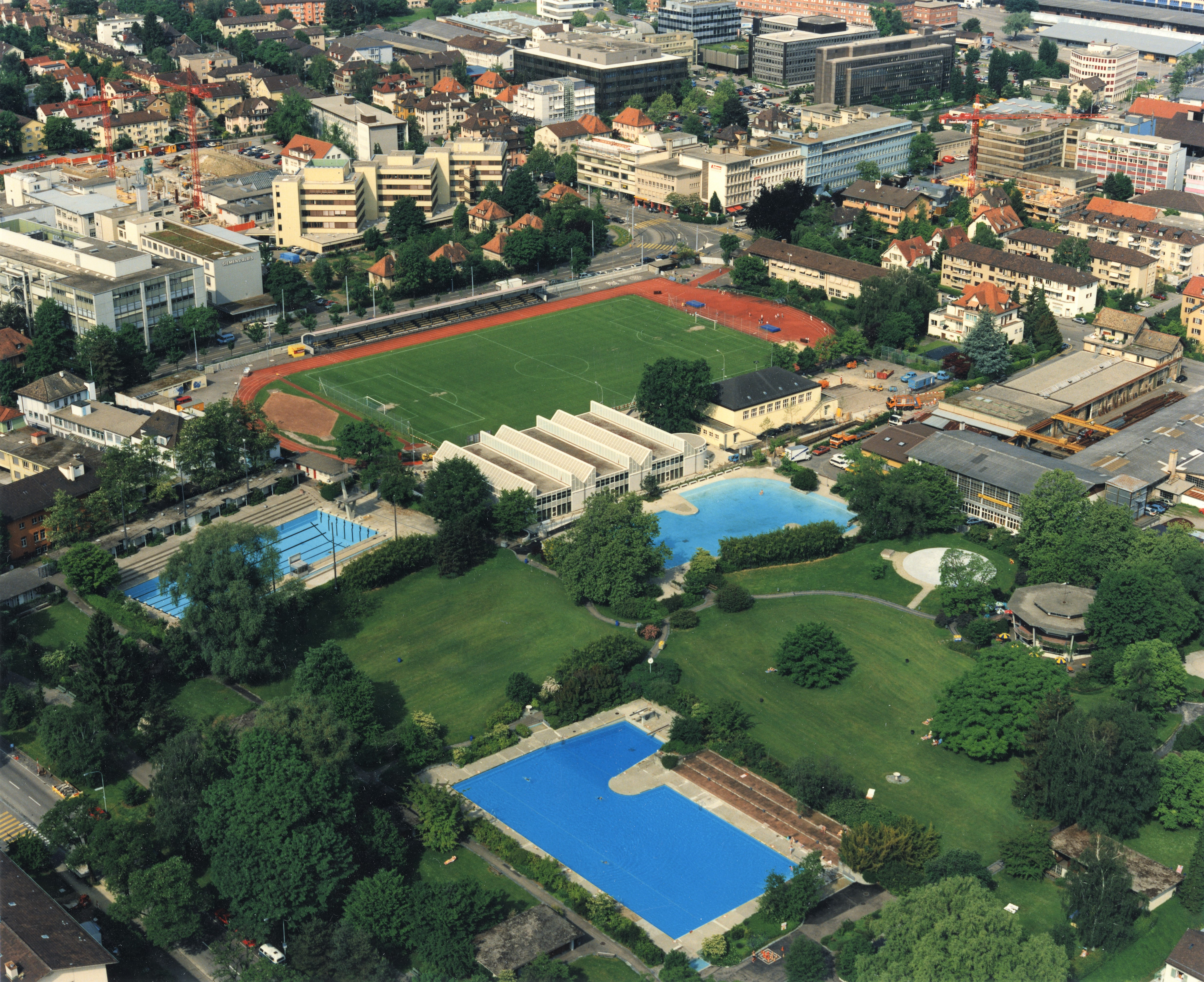
Beckenlandschaft
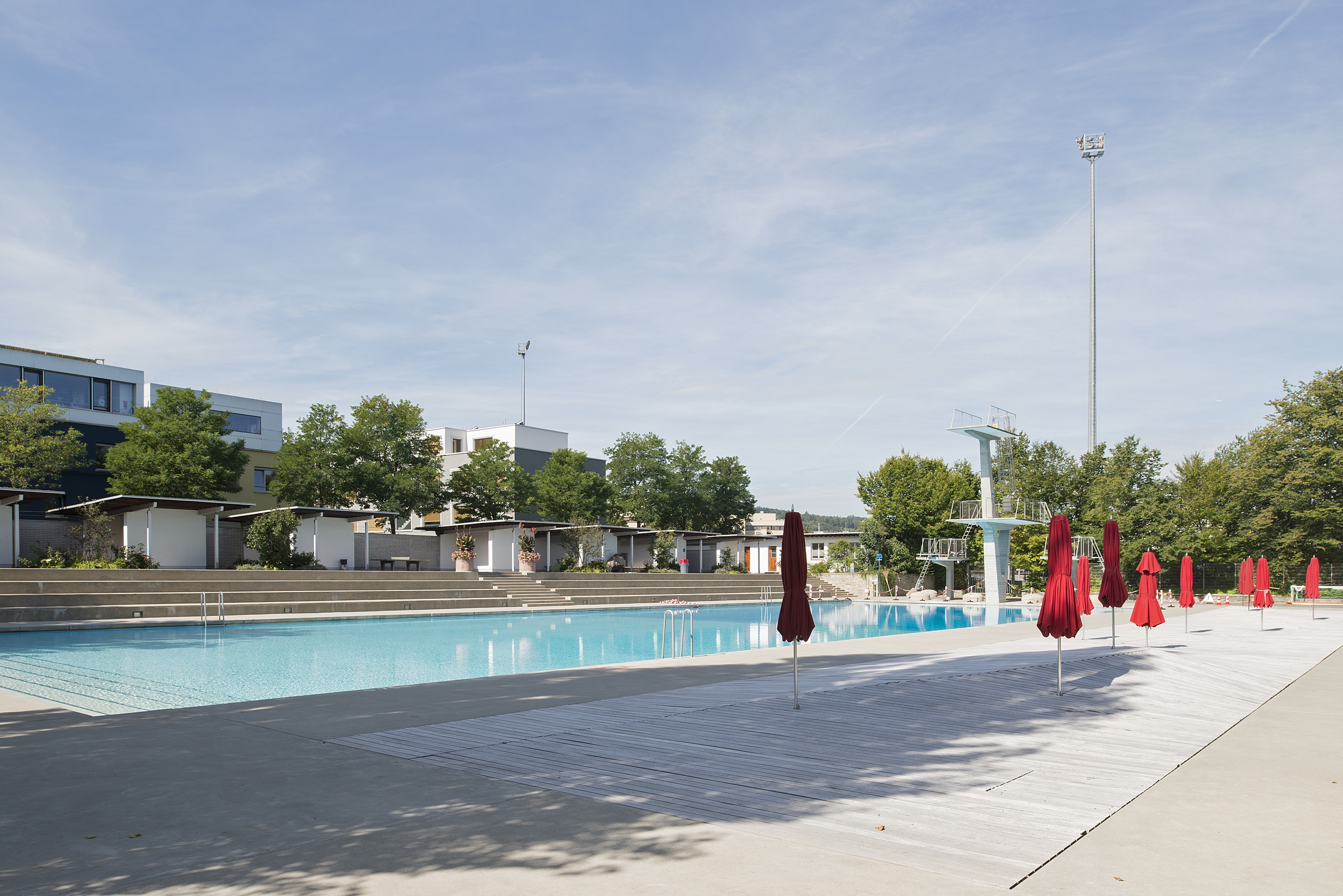
Wellenbecken
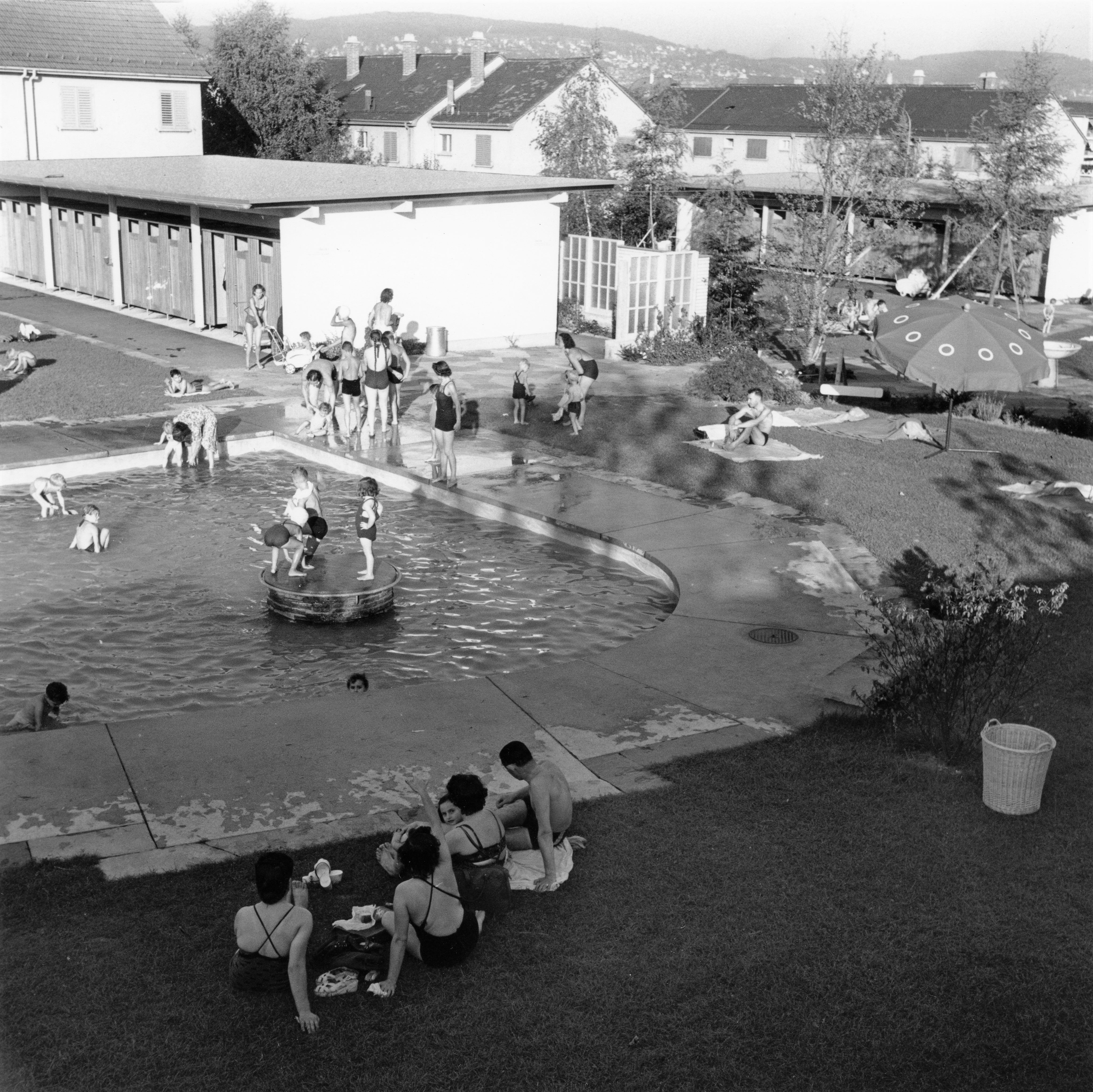
Kinderplanschbecken